# Jetstar Airways
Jetstar Airways is een Australische low-budgetmaatschappij met haar thuisbasis in Melbourne. Het bedient voornamelijk Australische bestemmingen.

## Geschiedenis
Jetstar Airways is opgericht in 2003 door Qantas als low-budgetmaatschappij. Een vergelijkbare dochtermaatschappij van Qantas is Jetstar Asia Airways.

## Bestemmingen
Jetstar Airways voert lijnvluchten uit naar:(september 2011)
Binnenland:
- Adelaide, Ballina, Brisbane, Bundaberg, Cairns, Darwin, Gold Coast, Hervey Bay, Hobart, Launceston, Mackay, Melbourne, Perth, Proserpine, Rockhampton, Sunshine Coast, Sydney, Townsville, Newcastle, Hamilton Island, Hayman Island, Port Douglas

Buitenland:
- Bangkok, Christchurch, Denpasar, Ho Chi Minhstad, Honolulu, Tokio, Osaka, Phuket, Singapore, Phnom Penh, Siem Reap, Nadi, Hongkong, Jakarta, Medan, Surabaya, Macau, Kuala Lumpur, Penang, Auckland, Wellington, Manilla, Singapore, Taipei, Đà Nẵng, Hải Phòng, Hanoi, Hué, Nha Trang, Vinh

## Vloot
De vloot van Jetstar Airways bestaat uit:(juli 2016)
- 53 Airbus A320-200
- 6 Airbus A321-200
- 11 Boeing 787-8
- 5 Bombardier Dash8-Q400